# Sébastien Loeb

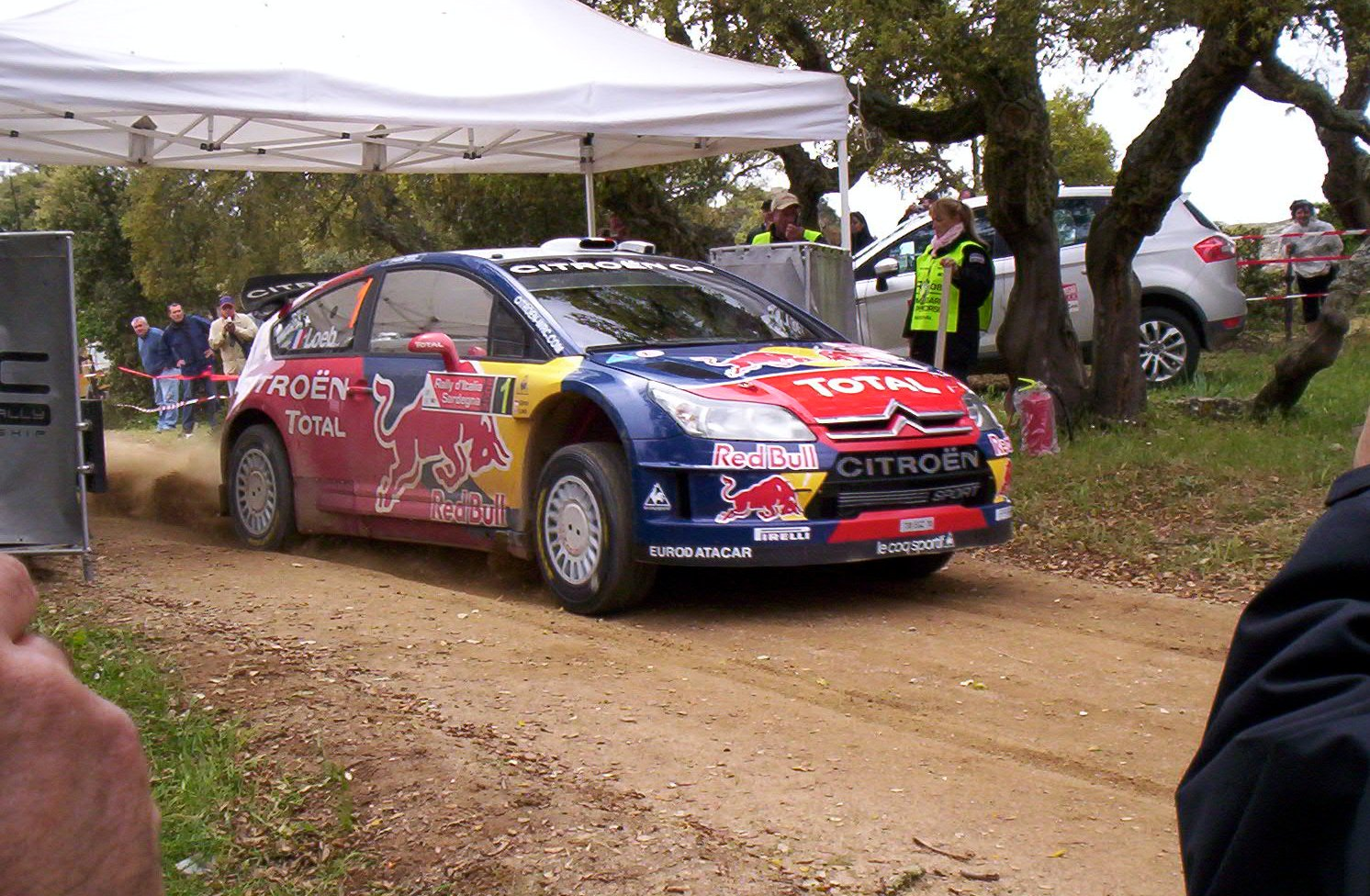
Sébastien Loeb startuje do RZ na Rally Italia-Sardegna 2008

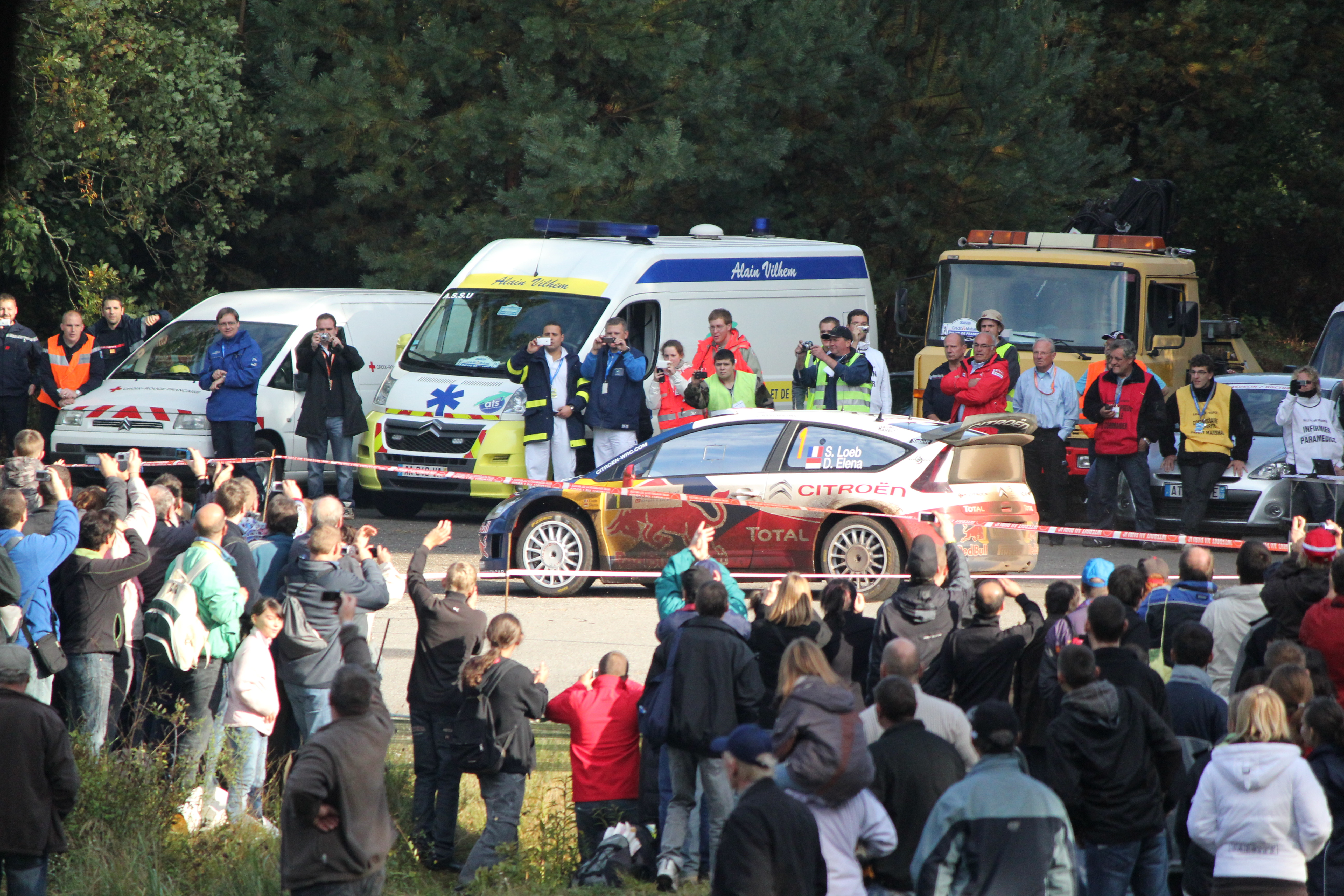
Sébastien Loeb ve Francii

Sébastien Loeb (* 26. února 1974 Haguenau) je francouzský jezdec rally, devítinásobný mistr světa, čímž se stal nejúspěšnějším závodníkem historie motorsportu v počtu získaných titulů mistra světa. Má již 80 vítězství v kategorii WRC, což z něj činí nejlepšího jezdce v historii této soutěže. Jeho současným spolujezdcem je Isabelle Galmiche a od roku 2022 je továrním jezdcem týmu M-Sport .

## Kariéra
Se závoděním začal v jednadvaceti letech v domácím juniorském šampionátu v sezoně 1995. O rok později poprvé startoval v absolutní klasifikaci na soutěži Rallye du Florival. Roku 1997 se Loebovým spolujezdcem stal Daniel Elena. V tomto roce spolu startovali v pohárovém mistrovství Peugeot 106 1300 a získali v něm 3 vítězství. Od roku 1998 startoval Loeb s vozem Citroën Saxo Kit Car a o rok později v poháru těchto vozů zvítězil.
Prvním Loebovým startem v mistrovství světa byla Katalánská rallye 1999, kterou kvůli havárii nedokončil. Při další soutěži, Korsické rallye 1999, dokázal s vozem Citroen Saxo Kit Car vyhrát ve třídě A6. O rok později vyhrál seriál francouzského šotolinového mistrovství s vozem Toyota Corolla WRC. S tímto vozem absolvoval i 2 závody mistrovství světa. Na Korsice skončil devátý a na Rallye San Remo 2000 desátý. Tento rok startoval i v mistrovství Francie s vozem Citroën Xsara Kit Car.
V sezoně mistrovství světa v rallye 2001 se stal továrním jezdcem týmu Citroën Sport. Zvítězil v juniorském mistrovství světa s typem Saxo Kit Car a navíc získal druhé místo na SanRemu s typem Xsara WRC. Následující sezona byla pro tým zkušební a tak startoval jen v sedmi soutěžích. Už na Rallye Monte Carlo 2002 mohl vyhrát, ale kvůli penalizaci skončil druhý. Prvním jeho vítězstvím tak byla až Německá rallye 2002. V sezoně mistrovství světa v rallye 2003 se stal vicemistrem světa se ztrátou pouhého jednoho bodu na Pettera Solberga, když dokázal vyhrát Rallye Monte Carlo 2003, Německou rallye 2003 a Rallye San Remo 2003. Svůj první titul mistra světa získal v sezoně 2004. Další tituly s vozem Citroën Xsara WRC přidal v letech 2005, 2006 a s vozem Citroën C4 WRC v letech 2007, 2008, 2009 2010 a s vozem Citroën DS3 WRC v roce 2011 a 2012.
Sebastian Loeb oznámil, že v sezóně 2013 již nepojede všechny závody WRC a určitě tak nebude bojovat o další titul. Hodlá se věnovat dalšímu rozvoji značky Citroën a účast ve WRC by už nestíhal. Přesto se zúčastnil čtyřech soutěží v rámci mistrovství světa, když dva z nich vyhrál (Rallye Monte Carlo a Rally Argentina), ve Švédsku ho dokázal překonat jen krajan Sébastien Ogier, s velkým závoděním se rozloučil na domácí rally ve Francii havárií.
V roce 2015 však neodolal možnosti startovat na legendární Rallye Monte Carlo a hned na první rychlostní zkoušce šokoval celý svět, protože úřadujícího mistra světa Sébastiena Ogiera porazil o půl minuty. V dalším průběhu se se svým krajanem přetahoval o vedení do doby než havaroval. Po návratu v rámci Superally dojel na 8. místě.
Od roku 2016 přešel v Peugeotu, s kterým závodí v dálkových soutěžích, premiéru si odbyl na Rallye Dakar. Od stejného roku také s Peugeotem pravidelně jezdí v Mistrovství světa v rallycrossu.
V Lednu 2022 vyhrál Rallye Monte Carlo na voze Ford Puma WRC týmu
M-Sport. Poprvé ho nenavigoval dlouholetý spolujezdec Daniel Elena. Na sedadle spolujezdce závod absolvovala Isabelle Galmiche. Stali se po 25letech první smíšenou osádkou, která vyhrála soutěž MS.

## Sezóna 2012
| Šampionát | Závod                                | Umístění         | Auto            |
| --------- | ------------------------------------ | ---------------- | --------------- |
| MS        | Rallye Monte Carlo                   | místo            | Citroën DS3 WRC |
| MS        | Rally Sweden                         | 6. místo         | Citroën DS3 WRC |
| MS        | Rally Guanajuato Mexico              | místo            | Citroën DS3 WRC |
| MS        | Vodafone Rally de Portugal           | Havárie          | Citroën DS3 WRC |
| MS        | Rally Argentina                      | místo            | Citroën DS3 WRC |
| MS        | Acropolis Rally                      | místo            | Citroën DS3 WRC |
|           | Rallye du Chablais                   | místo            | Citroën DS3 WRC |
| MS        | Brother Rally New Zealand            | místo            | Citroën DS3 WRC |
| MS        | Neste Oil Rally Finland              | místo            | Citroën DS3 WRC |
| MS        | ADAC Rallye Deutschland              | místo            | Citroën DS3 WRC |
| MS        | Wales Rally GB                       | místo            | Citroën DS3 WRC |
| MS        | Rallye de France - Alsace            | místo            | Citroën DS3 WRC |
| MS        | Rally d'Italia Sardegna              | Technická závada | Citroën DS3 WRC |
| MS        | Rally RACC Catalunya - Costa Daurada | místo            | Citroën DS3 WRC |